# Mark Van Doren
Mark Van Doren (Hope, Illinois, 13 de junho de 1894 — Torrington, Connecticut, 10 de dezembro de 1972) foi um poeta e crítico literário estadunidense, ganhador do Prêmio Pulitzer.
Formou-se na Universidade de Illinois em 1914 e doutorou-se pela Universidade de Columbia em 1920. Lecionou em Columbia de 1920 a 1959, e duas vezes participou da equipe da revista The Nation. Seus alunos em Columbia incluíram os poetas John Berryman e Allen Ginsberg, o japonologista Donald Keene, o autor e ativista Whittaker Chambers, assim como o escritor e monge trapista Thomas Merton.
Mark Van Doren casou-se com a novelista Dorothy Graffe Van Doren em 1922. Seu filho, Charles Van Doren, nascido em 22 de fevereiro de 1926, ficou conhecido como o vencedor do game show Twenty-One, manipulado pela emissora NBC. Mais tarde, Charles Van Doren admitiria ter feito parte da fraude, que lhe rendeu sucesso, dinheiro e uma imagem carismática entre os norte-americanos. No filme Quiz Show, de 1994, Mark Van Doren foi interpretado por Paul Scofield, que foi indicado ao Oscar da Academia de Los Angeles na categoria de melhor ator coadjuvante.
Mark Van Doren foi conselheiro editorial da Propædia.

## Obras
Poesia
- Spring Thunder (1924)
- Jonathan Gentry (1931)
- Winter Diary (1935)
- Collected Poems 1922-1938 (1939), vencedor do Prêmio Pulitzer de 1940 para poesia
- The Mayfield Deer (1941)
- The Last Days of Lincoln (1959)
- Our Lady Peace
- The Story-Teller

Novelas
- The Transients (1935)
- Windless Cabins (1940)
- Tilda (1943)

Não-ficção
- The Poetry of John Dryden (1920)
- Introduction to Bartram's Travels (1928)
- American and British Literature Since 1890 (1939), com o irmão Carl Van Doren
- Shakespeare (1939)
- The Liberal Education (1943)
- The Noble Voice (1946)
- Nathaniel Hawthorne (1949)
- Introduction to Poetry (1951)
- The Happy Critic (1961)